# Wąbrzeźno
Wąbrzeźno è una città polacca del distretto di Wąbrzeźno nel voivodato della Cuiavia-Pomerania posta a circa 35 km a nord di Toruń.
Ricopre una superficie di 8,53 km² e nel 2007 contava 13.849 abitanti.

## Storia
All'inizio del tredicesimo secolo era una rotta commerciale prussiana sviluppata lungo l'istmo tra due grandi laghi, il Friedecksee e lo Schlosssee; in questo punto fu eretto dapprima un muro difensivo e in un secondo tempo un insediamento chiamato Wambrez. 
Wambresia viene nominato per la prima volta in un documento prussiano del 1251 (Preussische Regeste) dato alle stampe presso Kulmsee. Il vescovo Heidenreich della Diocesi di Chełmno riceve la Terra di Chełmno e quella di Löbau dal Papa. Il duca polacco Corrado I di Masovia prende possesso dell'abitato dal vescovo di Chełmno. Questo crea un problema perché i Cavaliere Teutonici detenevano il controllo della Terra di Chełmno, e una disputa si scatenò tra l'alto prelato e i cavalieri. Il Papa dell'epoca, Innocenzo IV, non era interessato a proseguire la diatriba e designò il vescovo quale legittima autorità del luogo. Questo attrito è stata la prima menzione storica dell'insediamento, in quegli anni ancora sotto il nome di Wambrez. Nel 1251 vi fu costruita una ampia chiesa consacrata ai SS. Simone e Giuda. Da ciò deriva il nome con cui si riferivano alla cittadina i Cavalieri Teutonici, Friedeck.
Al principio del quattordicesimo secolo l'allora vescovo di Chełmno, Herman von Prizna, guidò una rivitalizzazione della chiesa e della città. Si protesse l'abitato costruendogli attorno una cinta muraria e ponendo un castello nell'angolo nordoccidentale. Purtroppo non bastò a garantire l'incolumità per sé e le frazioni adiacenti, tutto fu messo a ferro e fuoco dalla Guerra dei tredici anni tra i Cavalieri Teutonici e i polacchi. In seguito tutto fu ricostruito e il castello di Wambresia divenne dimora del vescovo di Chełmno sino al 1773.
Conclusa la Guerra dei tredici anni col Secondo Trattato di Toruń la città divenne parte della Prussia Reale salvo poi venire distrutta una seconda volta, dagli svedesi in questa occasione, durante la seconda guerra polacco-svedese. 
Il devastante incendio del 1700 fece scempio di un'importante fetta della cittadina. Dopo la prima spartizione della Polonia nel 1772, la città fu annessa al regno prussiano, e tra il 1807 e 1815, parte del Ducato di Varsavia. Nel 1788 fu rinominata Briesen, nome sotto il quale è ancora nota in tedesco. Un secondo violento incendio divorò la gran parte dell'abitato, tanto che si ricorse al locale castello per procurarsi le pietre necessarie alla ricostruzione.
Gli abitanti dell'allora Briesen si guadagnavano da vivere con l'agricoltura e la distillazione di birra. L'industrializzazione li raggiunse a metà del XIX secolo e fiorì grazie alla sua collocazione geografica e all'accesso alla ferrovia. Giunti al 1900 la città vantava cementifici e centri di ingegneria meccanica e automobilistica, al contempo anche le industrie tradizionali del luogo si modernizzarono perfezionando birrifici e caseifici.
Il 20 gennaio 1920 Briesen fu restituita al neonato stato polacco e rinominata Wąbrzeźno, il nome che mantiene ad oggi e fatta capoluogo del distretto. L'invasione nazista durante la Seconda Guerra Mondiale ne fece possesso tedesco tra il 1939 e il 1945. In quel lasso di tempo quasi 4.000 suoi abitanti, inclusi cittadini delle comunità adiacenti, furono mandati nei campi di concentramento. Verso la fine della guerra, il 24 gennaio 1945, la 65ª Armata dell'Armata Rossa sotto la guida del generale Pavel Batov occupò la città. Non ci furono battaglie importanti, quindi non ci furono distruzioni significative. Durante i combattimenti nel distretto caddero circa 121 soldati dell'Armata Rossa, che furono sepolti nel cimitero militare della città. Pochi giorni dopo l'invasione delle truppe sovietiche, le unità del NKVD iniziarono - come in tutte le altre zone occupate - l'epurazione della popolazione. Nel corso di questa campagna, che durò fino a metà febbraio, un totale di 776 persone del distretto di Briesen, di cui 261 della città stessa, furono deportate nei campi di lavoro dell'Unione Sovietica. La maggior parte di queste persone morì durante il trasporto verso i campi di lavoro, che spesso durava settimane, o nei campi di lavoro stessi. I deportati erano per lo più di etnia polacca, inclusi nel Gruppo III della Lista del Popolo tedesco dopo il 1939. L'età dei deportati variava dai 14 ai 75 anni e le donne rappresentavano il 32,8%.
Nel 1975 ha perso lo status di città distrettuale, che ha riacquistato nel 1999.